# Anderson Peters
Anderson Jamal Peters (Saint Andrew, 21 de octubre de 1997) es un deportista granadino que compite en atletismo, especialista en la prueba de lanzamiento de jabalina.
Participó en los Juegos Olímpicos de Verano, en los años 2020 y 2024, obteniendo una medalla de bronce en París 2024, en la prueba de 110 m vallas. Ganó dos medallas de oro en el Campeonato Mundial de Atletismo, en los años 2019 y 2022.
En 2022 fue nombrado miembro de la Orden del Imperio Británico (MBE). Estudió Administración de Empresas en la Universidad Estatal de Misisipi.

## Palmarés internacional
| Juegos Olímpicos   | Juegos Olímpicos        | Juegos Olímpicos  | Juegos Olímpicos |
| Año                | Lugar                   | Medalla           | Prueba           |
| ------------------ | ----------------------- | ----------------- | ---------------- |
| 2024               | París (Francia)         | Medalla de bronce | Jabalina         |
| Campeonato Mundial |                         |                   |                  |
| Año                | Lugar                   | Medalla           | Prueba           |
| 2019               | Doha (Catar)            | Medalla de oro    | Jabalina         |
| 2022               | Eugene (Estados Unidos) | Medalla de oro    | Jabalina         |